# Познанский, Израиль
Израиль Познанский (пол. Izrael Poznański; идиш ישראל פאָזנאנסקי‎; 25 августа 1833 года, Александрув-Лудзки ― 28 апреля 1900 года, Лодзь) ― крупный польский промышленник и филантроп еврейского происхождения. Вместе с Людвиком Гейером и Каролем Шейблером входил в тройку лодзинских «хлопковых королей».

## Биография

### Ранние годы
Был внуком лавочника Исаака Ковальского из Куявии и младшим сыном купца Калмана Познанского и Малки Любинской. В 1825 году 40-летний Калман Познанский поселился в городе Александруве-Лудзки вместе со своей женой, детьми, батраками и слугами. Через год после рождения Израиля (1834) семья Познанских, будучи довольно состоятельной, переехала из Александрува-Лудзки в Лодзь, где его отец получил право торговать хлопковыми тканями и льном. Тогда же его отец построил первый многоквартирный жилой дом в Старом городе, где также открыл киоск с текстилем и специями.
В Лодзи Познанский окончил прогимназию. Дальше будущий мультимиллионер занялся самообразованием. По городу он ездил на шаткой телеге, запряженной худой клячей или даже сворой собак ― несмотря на то, что семья была состоятельной, они всячески старались не афишировать своё финансовое положение. В 1851 году, в возрасте 17 лет, он женился на Леонии Герц, дочери Моисея Герца, богатого купца из Варшавы. В брачном договоре Израиль был представлен как «мастер ткацкой профессии», дававший жене подарок размером в 500 рублей. Жена Леония в качестве приданого имела магазин тканей в Варшаве.

### Начало карьеры
В декабре 1852 года Познанский принял от своего отца управление семейными делами. Он систематически расширял свой бизнес: в 1859 году на его заводе было произведено текстильной продукции на сумму 6 000 рублей, а в 1868 году ― уже на 23 000 рублей. В 1871 году Познанский начал покупать земельные участки по ул. Огродовой, на которых он собирался построить целый промышленный комплекс. В 1872 году был построен первый завод ― высокопроизводительная механическая фабрика с 200 ткацкими станками

### Развитие компании
В последующие годы произошло быстрое расширение заводов Познанского:
- 1874/1875 ― расширение ткацкой фабрики, строительство отбельного и отделочного цехов;
- 1877 г. ― строительство огромного здания прядильной фабрики ;
- 1878 г. ― механизированные мастерские;
- 1880 г. ― постройка заводской больницы на ул. Древновской;
- 1885―1890 г. ― «Иудейская больница», в настоящее время ― клиника эндокринологии при Университетской клинической больнице № 2 на ул. Стерлинга;
- 1887 г. — красильный и отделочный цеха, центральная котельная
- 1890, 1895 гг.― цеха по плетению;
- 1893 г. ― литейный цех по выплавке чугуна;
- 1895―1897 гг. ― большие хлопковые склады в районе Старого кладбища.

29 октября 1889 года компания была преобразована в акционерное общество, как и другие лодзинские хлопковые предприятия. Официальное название компании: Акционерное общество «Хлопковые изделия И. К. Познанского в Лодзи». Растущие Познанские заводы нанимали всё больше и больше рабочих: в 1865 году на них трудилось 70 человек, в 1879 году ― 426,а  в 1906 году средний уровень занятости составил уже 6 800 рабочих.
В 1883 году на заводе Познанского на фоне ухудшения условий труда началась забастовка. Рабочая смена на заводе в те времена длилась по 16 часов, с 5 утра до 9 вечера, и, кроме того, Познанский также потребовал работать в праздничные дни. Познанский активно применял штрафы на производстве: так, срыв заказа мог обойтись сотруднику до 3 руб. Также Познанский любил подкручивать часы, чтобы рабочие дольше работали. Подобное положение привело к росту недовольства рабочих, которое вылилось в стачку. Протестующие, однако, были быстро умиротворены полицией и казаками; 50 человек были арестованы. В феврале 1884 года Познанский подверг финансовым наказаниям рабочих, которые протестовали против работы на праздник Представления Младенца Иисуса в храме. Познанский лично ударил одного из рабочих. В 1891 году представитель фабричной инспекции сообщил, что на фабрике Познанского ткачам платили меньше всех в Лодзи, а штрафы, которые он налагал на рабочих, были самыми высокими. Во время бунта в Лодзи в 1892 году в офисе завода Познанского разместился временный следственный отдел, где рабочих унижали и избивали, чтобы их можно было удалить с завода без доказательств вины .
В 1884 году Израиль Познанский приобрел поместье Незнановице в тогдашнем Влощовском повяте. Он построил там крахмальный завод для производственных нужд своих заводов в Лодзи. Здесь было занято 140 работников. В поместье он воздвиг двухэтажный дворец в неоклассическом стиле. Летом 1889 года пожар полностью поглотил фабрику, а потери незастрахованного движимого имущества были оценены в 60 000 рублей. В 1910 году дворец и остальная часть имения Познанского были проданы семье Карских.
Израиль Познанский умер 28 апреля 1900 года. Через два дня он был похоронен в семейной гробнице на новом еврейском кладбище в Лодзи. В год его смерти активы предпринимателя оценивались в 11 миллионов рублей. Первая мировая война принесла большие убытки компании Познанского. Следующие поколения семьи промышленника управляли компанией ещё 30 лет, после чего предприятие, обременённое долгами, перешло во владение Banca Commerciale Italiana.

### Благотворительная деятельность
В биографии Познанского можно наблюдать явное противоречие: изначально он был печально известен как эксплуататор, не заботящийся о безопасности и благополучии своих работников: на его заводах имели место многочисленные несчастные случаи, приведшие к инвалидности или смерти. Однако ближе к концу своей жизни он неожиданно начал заниматься благотворительностью, жертвуя деньги на постройку детских домов, школы и больниц для бедных. На его средства был установлен иконостас в лодзинском православном соборе: в октябре 1884 года за рвение, проявленное в деле строительства церкви св. Александра Невского в Лодзи, Израиль Познанский был награжден орденом Святого Станислава III степени. В марте 1895 года он был удостоен ордена Святой Анны III степени.
18 февраля 1895 года он пожертвовал 100 000 рублей на преобразование Лодзинской ремесленной школы в техникум.

## Личная жизнь
Познанский и его жена Леония имели семерых детей: четверо сыновей ― Игнатий, Герман, Кароль и Мауриций, и три дочери ― Анна (Айдла, позже жена Якуба Герца), Йоанна Наталья (позже жена Зигмунта Левинского ) и Фелиция (Файга, умерла в младенчестве).

## Образ в культуре
- Израиль Познанский является частичным прототипом Макса Ашкенази романа Братья Ашкенази Исроэла Иешуа Зингера и прототипом Шаи Мендельсона в романе Земля обетованная Владислава Реймонта[17].
- В мае 2016 года Большой театр в Лодзи объявил конкурс на сочинение оперы об Израиле Познанском под названием Человек от Мануфактуры к либретто Малгожаты Сикорской-Мищук[18]. 5 января 2017 года состоялось первое публичное исполнение фрагментов оперы. Победителем конкурса стал Рафал Яняк. Мировая премьера его работы, первоначально запланированная на ноябрь 2018 года, состоялась в 2  февраля 2019 года[19][20][21].

## Галерея
- Рекламная листовка Познанского завода
- Дворец Израиля Познанского
- Главные ворота 
 завода Познанского, воссозданные 
 в 2004 году Яном Цыганкевичем